# کیز آیب
کیز آیب (انگلیسی: Kezie Ibe؛ زادهٔ ۶ دسامبر ۱۹۸۲) بازیکن فوتبال اهل بریتانیا است.
از باشگاه‌هایی که در آن بازی کرده‌است می‌توان به باشگاه فوتبال آرسنال، باشگاه فوتبال ای‌اف‌سی ویمبلدون، باشگاه فوتبال یئوویل تاون، باشگاه فوتبال ویموث، باشگاه فوتبال ای‌اف‌سی بورنموث، باشگاه فوتبال سنت آلبنز سیتی، باشگاه فوتبال لیترهید، باشگاه فوتبال همپتون و ریچموند بورو، باشگاه فوتبال آیلزبری یونایتد، باشگاه فوتبال استاینز تاون، باشگاه فوتبال تیورتون تاون، باشگاه فوتبال اکستر سیتی، باشگاه فوتبال کانوی ایسلند، باشگاه فوتبال چلمزفورد سیتی، باشگاه فوتبال فارن‌بورو، باشگاه فوتبال چلمزفورد سیتی، باشگاه فوتبال ساتون یونایتد، باشگاه فوتبال ایست‌بورن بورو، باشگاه فوتبال ایست‌بورن بورو، باشگاه فوتبال بیزینگ‌استوک تاون، و باشگاه فوتبال هندون اشاره کرد.